# 默盧什泰尼鄉
46°11′N 27°55′E / 46.183°N 27.917°E
默盧什泰尼鄉（羅馬尼亞語：Comuna Mălușteni, Vaslui），是羅馬尼亞的鄉份，位於該國東北部，由瓦斯盧伊縣負責管轄，面積56平方公里，海拔高度248米，2007年人口2,907，人口密度每平方公里52人。